# Haven van Hamburg
De haven van Hamburg is de op twee na grootste haven van Europa, na de haven van Rotterdam en de Antwerpse haven. Het is de grootste haven van Duitsland. De haven behoort tot de top 10 van grootste containerhavens ter wereld. In 2013 werden er 9,3 miljoen containers overgeslagen.

## Geschiedenis
Hamburg kreeg in 1188 stadsrechten. In 1189 zou keizer Frederik I Barbarossa door een oorkonde een tolvrijheid hebben verleend aan de stad Hamburg, waarmee deze stad een vrijhaven werd. De jaarlijkse 'verjaardag' van de Hamburgse haven (Hafengeburtstag), die sinds 1977 wordt gevierd, gaat terug op deze (vermeende) oorkonde, gedateerd 7 mei 1189.
Na de grondlegging van het Duitse Keizerrijk in 1871 groeide de druk op de vrije rijksstad Hamburg om zich aan te sluiten bij het keizerrijk en de Duitse douane-unie. In 1881 werd overeengekomen dat de stad Hamburg weliswaar haar status als vrijhaven zou verliezen, maar dat een deel van de haven als vrijhaven zou blijven bestaan. Aan die situatie kwam in 2013 een einde.
In april 2019 kreeg de Belgische baggeraar DEME opdracht de vaargeul tussen Cuxhaven en Hamburg te verbreden en te verdiepen. De diepgang kwam op -14,5 meter. Schepen zouden dan naar Hamburg kunnen opvaren met een vaardiepte tot 13,5 meter zonder beperkt te worden door de getijden. In totaal zou DEME zo'n 32 miljoen m³ materiaal wegbaggeren en het contract had een waarde van 238 miljoen euro.
Op 26 september 2022 werd bekend dat de Duitse regering ermee had ingestemd dat een deel van de haven in handen kwam van de Chinese multinational COSCO. Verschillende Duitse ministeries en ook de Europese Commissie waren tegen deze overname, uit vrees dat China hiermee te veel economische macht in het Duitse havengebied zou krijgen. Ook was men bang dat de haven misschien in de toekomst door China als politiek drukmiddel zou worden gebruikt.

## Kenmerken
De haven ligt op ongeveer 110 km van de monding van de Elbe in de Noordzee, maar wordt ondanks deze afstand toch als zeehaven aangeduid. Baggerschepen moeten regelmatig de bedding van de rivier uitbaggeren om een waterdiepte van 13 meter te kunnen garanderen. De grootste containerschepen ter wereld kunnen de haven alleen bereiken wanneer ze niet vol beladen zijn. 
Om bij de haven te komen volgen zeeschepen de routes van de verkeersscheidingsstelsels op de Noordzee en op de Elbe volgen ze de verschillende lichtlijnen die zijn uitgezet om schepen de haven in te loodsen.
Het havengebied omvat 7145 hectare waarvan 4226 hectare landoppervlakte. Er zijn ongeveer 200 bedrijven met in totaal meer dan 50.000 werknemers. Ongeveer 20% van de haven is een vrijhaven. De Moldauhafen is sinds het Verdrag van Versailles uit 1919 voor een periode van 99 jaar aan Tsjechië verpand.

## Lading overslag
In de onderstaande figuur de ontwikkeling van de behandelde vracht in de vijf grootste havens van Europa en Marseille. De hoeveelheden zijn uitgedrukt in miljoenen tonnen vracht die zijn aan- of afgevoerd. Hamburg is de op twee na grootste zeehaven in Europa. Na de Duitse hereniging in 1990 is het achterland van Hamburg sterk vergroot hetgeen heeft geresulteerd in een verdubbeling van de hoeveelheid overgeslagen goederen:
| Haven         | 1990  | 1995  | 2000  | 2005  | 2006  | 2007  | 2008  | 2009  | 2010  | 2011  | 2012  | 2013  | 2014  | 2015  |
| ------------- | ----- | ----- | ----- | ----- | ----- | ----- | ----- | ----- | ----- | ----- | ----- | ----- | ----- | ----- |
| Rotterdam     | 287,9 | 293,4 | 322,4 | 370,2 | 376,7 | 406,8 | 421,1 | 387,0 | 429,9 | 434,6 | 441,5 | 440,5 | 444,7 | 466,4 |
| Antwerpen     | 102,0 | 108,1 | 130,5 | 160,1 | 167,4 | 182,9 | 189,4 | 157,6 | 178,2 | 187,2 | 184,1 | 190,8 | 199,0 | 208,4 |
| Hamburg       | 61,4  | 72,1  | 85,1  | 125,7 | 134,9 | 140,4 | 140,4 | 110,4 | 121,2 | 132,2 | 130,9 | 139,0 | 145,7 | 137,8 |
| Novorossiejsk |       |       |       | 70,8  | 82,4  | 80,9  | 81,6  | 86,5  | 81,6  |       |       | 112,9 | 122,3 | 128,4 |
| Amsterdam     | 47,0  | 50,3  | 63,9  | 74,9  | 84,4  | 87,8  | 94,8  | 86,7  | 90,8  | 93,1  | 94,3  | 95,8  | 97,8  | 96,5  |
| Marseille     |       |       |       | 96,6  | 100,0 | 96,3  | 96,0  | 83,2  | 86,0  | 89,0  | 85,6  | 80,0  | 78,5  | 81,7  |

## Hafengeburtstag
Op 7 mei 1189 werd door keizer Barbarossa een vrijbrief opgesteld voor tolvrije toegang van Hamburg tot de Noordzee. Daarom viert Hamburg sinds 1977 elk jaar op een weekend in mei de verjaardag van de haven, Hafengeburtstag, met een grote maritiem volksfeest waar veel schepen uit het hele wereld te gast zijn.